# Василева Пасіка (заповідне урочище)
Василе́ва Па́сіка — заповідне урочище місцевого значення в Україні. Розташоване в межах Вознесенського району Миколаївської області, біля села Трикрати. 
Площа 252 га. Статус присвоєно згідно з рішенням № 448 від 23.10.1984 року. Перебуває у віданні ДП «Вознесенське лісове господарство» (Прибузьке лісництво, діл. 59-63, 69). 
Статус присвоєно для збереження лісового масиву, в деревостані якого: дуб, ясен, клен, вільха тощо. Ліс зростає на схилах степової балки, по обох берегах невеликої правої притоки річки Мертвовод. Є виходи на денну поверхню гранітів. 
На південь від заповідного урочища «Василева Пасіка» розташовані Актівський каньйон і Арбузинський каньйон, а на південний захід — заповідне урочище «Лабіринт». 
Заповідне урочище «Василева Пасіка» входить до складу національного природного парку «Бузький Гард».